# Kalina krasnaja
Kalina krasnaja (russisk: Калина красная) er en sovjetisk spillefilm fra 1974 produceret af Mosfilm og skrevet og instrueret af Vasilij Sjuksjin, der også spillede en af hovedrolelrne i filmen. Det var den mest succesfulde sovjetiske film i 1974, og solgte omkring 140 millioner billetter i Sovjetunionen, hvilket gør filmen til den bedst indtjenende sovjetiske film gennem tiderne.
Den tyske filminstruktør Rainer Werner Fassbinder medtager filmen som blandt hans ti favoritfilm.

## Handling
Tyven Jegor Prokudin (spillet af Vasilij Sjuksjin) har været i fængsel og har under fængselsopholdet modtaget breve fra en fremmed kvinde, Ljuba. Da Jegor løslades tager han til landsbyen, hvor Ljuba bor. Jegor har planer om at tage den med ro det første stykke tid før han genoptager sit gamle levebrød som tyv. Ljuba ser ud til at elske ham på trods af Jegors fortid og hendes veninders og forældrenes fjendtlighed over for Jegor.
Jegor slår sig permanent ned i landsbyen og beslutter sig for at få et nyt liv uden kriminalitet. Landsbyboernes mistro overfor Jegor forsvinder og de accepterer ham som en del af landsbysamfundet. Han rejser med Ljuba til en anden landsby, hvor han beder Ljuba tale med an ældre kone, mens Jegor sidder i rummet ved siden af. Konen fortæller Ljuba om sit hårde liv, og om at hun ikke har set sin søn i 18 år; efter besøget fortæller Jegor, at det var hans mor.
Jegors tidligere venner og tyve-kolleger ankommer til landsbyen, hvor de beder ham om at komme tilbage til byen og genoptage tyve-karrieren. Jegor nægter, og kort efter ankommer fem mand, der skyder Jegor. Jegor dør i Ljubas arme. Ljubas bror jagter gerningsmændene med en lastbil, som han kører ind i deres bil og presser i floden.

## Navn
Filmens navn Kalina krasnaja (dansk: Rød kvalkved) henviser til en busk med røde giftige bær.

## Produktion
Filmen er optaget i og omkring Belozersk i Vologda oblast. og mange af filmens mindre roller spilles f lokale beboere.
Efter optagelserne var færdige og Vasilij Sjuksjin redigerede filmen, blev han ramt af et alvorligt mavesår, men det lykkedes ham at komme ud af hospitalet og færdiggøre filmen. Han døde kort efter, den 2. oktober 1974.

## Priser
Filmen modtog hovedprisen ved Sovjetunionens filmfestival i Baku i 1974 for "det originale tatelt hos filmens instruktør, forfatter og skuespiller". De polske filmkritikere valgte filmen som bedste udenlandske film.
Sjuksjin blev efter sin død hædret posthumt med Leninprisen i 1976.